# Karl Reitter
Karl Reitter (* 1953 in Wien) ist ein österreichischer marxistischer Philosoph. 

## Leben
Reitter ist Lektor für Sozialphilosophie an der Universität Wien und wurde 2011 an der Alpen-Adria Universität Klagenfurt auf Grundlage einer Arbeit zu Marx und Spinoza für das Fach Philosophie habilitiert.
In Der bewegte Marx (2008), eine Studie, die Reitter zusammen mit Gerhard Hanloser verfasst hat, kritisieren die Autoren, dass der sogenannte Zirkulationsmarxismus seinen Kapitalismusbegriff lediglich auf die ersten drei Kapitel von Das Kapital stützt und so zu keiner hinreichenden Kritik an den Ausbeutungsverhältnissen gelangt.
In Prozesse der Befreiung. Marx, Spinoza und die Bedingungen des freien Gemeinwesens (2011) geht es im Kern um das Verhältnis von Produktivkraft (Marx) und Tätigkeitsvermögen (Spinoza) einerseits und den Gegensatz von Autonomie/Selbstbestimmung und Heteronomie/Fremdbestimmung andererseits. In den „Flussnoten“ des Abschnitts Wie aktuell ist das politische Denken Spinozas tatsächlich? gelangt Reitter zu der Einschätzung, dass es Spinoza in seinem Theologisch-politischen Traktat vor allem darum geht, „zu verhindern, dass mit Berufung auf die Religion die politische Souveränität des Gemeinwesens angegriffen wird.“
Reitter war Redaktionsmitglied der 2014 eingestellten Zeitschrift grundrisse. Seit 2015 ist er Redaktionsmitglied der Monatszeitschrift Volksstimme und engagiert sich seit der Jahrtausendwende für die Einführung eines Bedingungslosen Grundeinkommens (BGE). 2022 wurde Reitter Redakteur des Jahrbuchs für marxistische Gesellschaftstheorie.
Reitter war von April 2015 bis März 2023 Mitglied der Kommunistischen Partei Österreichs. Bei der  Nationalratswahl in Österreich 2024 kandidiert Reitter für die  Liste Madeleine Petrovic.

## Schriften
- Der König ist nackt. Verlag für Gesellschaftskritik, Wien 1996, ISBN 3-85115-228-X.
- als Herausgeber mit Stefan Kraft: Der junge Marx. Philosophie Schriften. Promedia Verlag, Wien 2007, ISBN 978-3-85371-274-0.
- mit Gerhard Hanloser: Der bewegte Marx. Eine einführende Kritik des Zirkulationsmarxismus. Unrast, Münster 2008, ISBN 978-3-89771-486-1.
- Prozesse der Befreiung. Marx, Spinoza und die Bedingungen des freien Gemeinwesens. Westfälisches Dampfboot, Münster 2011, ISBN 978-3-89691-887-1.
- Bedingungsloses Grundeinkommen. Mandelbaum Verlag, Wien 2012, ISBN 978-3-85476-609-4.
- Von der 68er Bewegung zum Pyrrhussieg des Neoliberalismus. Sozialphilosophische Aufsätze zu 1968, Fordismus, Postfordismus und zum bedingungslosen Grundeinkommen. Wiener Verlag für Sozialforschung, Wien 2014, ISBN 978-3-94469-020-9.
- als Herausgeber: Philosoph der Befreiung oder Theoretiker des Kapitals? Zur Kritik der »neuen Marx-Lektüre«. Mandelbaum Verlag, Wien 2015, ISBN 978-3-85476-639-1 (freier Download des Buches auf mandelbaum.at, abgerufen am 8. April 2020).
- Heinz Steinert und die Widerständigkeit seines Denkens. Westfälisches Dampfboot, Münster 2018, ISBN 978-3-89691-290-9.
- Kritik der linken Kritik am Grundeinkommen. Mandelbaum Verlag, Wien 2021, ISBN 978-3-85476-901-9.
- gemeinsam mit Andreas Kranebitter, Monika Mokre, Arno Pilgram, Verena Reidinger, Christoph Reinprecht (Hrsg.): Befreiungswissen als Forschungsprogramm. Denken mit Heinz Steinert, Münster 2022, ISBN 978-3-89691-072-1.
- gemeinsam mit René Bohnstingl und Linda Lilith Obermayr: Corona als gesellschaftliches Verhältnis. Umwälzungen und Brüche im kapitalistischen Herrschaftssystem, Mangroven, Kassel 2023, ISBN 978-3-946-94636-6.
- Gemeinsam die Welt retten? Vom Klimaarlarm zum Green New Deal. Promedia, Wien 2024, ISBN 978-3-85371-530-7.